# Federación Yibutiana de Fútbol
La Federación Yibutiana de Fútbol (FDF), (en francés Fédération Djiboutienne de Football) es el ente que rige al fútbol en Yibuti. Fue fundada en 1960 y afiliada a la FIFA en 1962. Es un miembro de la Confederación Africana de Fútbol (CAF) y está a cargo de la Selección de fútbol de Yibuti y todas las categorías inferiores.